# Rhipidure des Célèbes
Rhipidura teysmanni
Espèce
Statut de conservation UICN

 LC  : Préoccupation mineure
Le Rhipidure des Célèbes (Rhipidura teysmanni) est une espèce de passereaux de la famille des Rhipiduridae.

## Distribution
Cet oiseau fréquente l'archipel des Célèbes et les îles Sula en Indonésie.

## Habitat
Il habite dans les forêts humides en plaine et les montagnes humides des régions tropicales et subtropicales.

## Sous-espèces
D'après la classification de référence (version 5.1, 2015) du Congrès ornithologique international, cette espèce est constituée des sous-espèces suivantes :
- Rhipidura teysmanni sulaensis Neumann 1939 ;
- Rhipidura teysmanni teysmanni Buttikofer 1892 ;
- Rhipidura teysmanni toradja Stresemann 1931.